# Двострука снизилица
({\displaystyle \flat \flat } )  Двострука снизилица (фр. double bémol, engl. , итал. ,  , рус. , чеш. ) је музички знак који снижава ноту за два полустепена (тј. за цели степен).
Пише се испред ноте у виду две снизилице {\displaystyle \flat \flat } .
Основном имену ноте додаје се наставак есес (нпр. ц - есес = цесес; али e - есес = есес; ха - есес = хесес, а не бесес).

## Чиме се поништава важност двоструке снизилице?
Важност претходно написане двоструке снизилице поништава се (разрешава) двоструком разрешницом ({\displaystyle \natural } {\displaystyle \natural } ), која се бележи испред ноте  .